# Bailliage de Moudon
1536–1798
Entités suivantes :
- Bailliage de Morges
- District de Moudon
- District de Payerne
- District d'Oron
- District de Cossonay

Le bailliage de Moudon est un des bailliages bernois du Pays de Vaud. Il existe de 1536 à 1798.

## Histoire
Siège d'une châtellenie savoyarde depuis 1207, Moudon devient également le siège du bailliage de Vaud vers 1263. En 1536, le Pays de Vaud passe sous domination bernoise et Moudon devient le siège d'un bailliage plus petit dont le gouverneur réside au château de Lucens dès 1542. Le bailliage de Moudon est divisé en sept châtellenies : Moudon, Chapelle Vaudanne, Montpreveyres, Lucens, Villarzel, Granges et Combremont-le-Petit. En 1798, les villages du bailliage sont répartis entre les districts de Moudon, Payerne, Oron et Cossonay. Certains villages des bailliages d'Yverdon et de Lausanne rejoignent également le district de Moudon.